# Moularès
Moularès (okzitanisch: Molarés) ist eine französische Gemeinde mit 255 Einwohnern (Stand: 1. Januar 2022) im Département Tarn in der Region Okzitanien (vor 2016: Midi-Pyrénées). Moularès gehört zum Arrondissement Albi und zum Kanton Carmaux-1 Le Ségala (bis 2015: Kanton Pampelonne). 

## Geographie
Moularès liegt etwa 19 Kilometer nordöstlich von Albi. Das Gemeindegebiet wird vom Flüsschen Céroc durchquert. Umgeben wird Moularès von den Nachbargemeinden Tanus im Norden, Montauriol im Osten, Crespin im Süden und Südosten, Saint-Jean-de-Marcel im Westen und Südwesten sowie Pampelonne im Westen und Nordwesten.
Durch die Gemeinde führt die Route nationale 88.

## Bevölkerungsentwicklung
| 1962                      | 1968 | 1975 | 1982 | 1990 | 1999 | 2006 | 2013 |
| ------------------------- | ---- | ---- | ---- | ---- | ---- | ---- | ---- |
| 510                       | 462  | 395  | 345  | 305  | 281  | 278  | 280  |
| Quelle: Cassini und INSEE |      |      |      |      |      |      |      |

## Sehenswürdigkeiten
- Schloss Poutac
- Schloss Le Vernet